# (15673) Chetaev
(15673) Chetaev (1978 PV2) – planetoida z grupy przecinających orbitę Marsa okrążająca Słońce w ciągu 3,28 lat w średniej odległości 2,21 j.a. Odkryta 8 sierpnia 1978 roku.